# ニジニ・ノヴゴロド・スタジアム
ニジニ・ノヴゴロド・スタジアム（露: Футбольный стадион «Нижний Новгород»）は、ロシアのニジニ・ノヴゴロドのサッカー球技場。
もともとは屋内アリーナだったが、2018 FIFAワールドカップ開催決定により建設が決定。2015年に着工、2018年に完成した。ワールドカップでは準々決勝などが開催された。
ヴォルガ川とオカ川の2つの主要な川が合流する、シュピット (ストレルカ)として知られる歴史的地区に建設された。川の対岸に立つニジニ・ノヴゴロド・クレムリンを見渡せる位置。 スタジアムのデザインはクラシックなスタイルを踏襲し、ヴォルガ地方の自然と水と風の要素に関連する白、青、紺碧のパレットを使用。重さ11,000トンを超える金属細工の屋根がスタジアムに重厚な外観を与え、ファサードと半透明の屋根が全体的な外観に軽さと開放感を加えている。

## ギャラリー

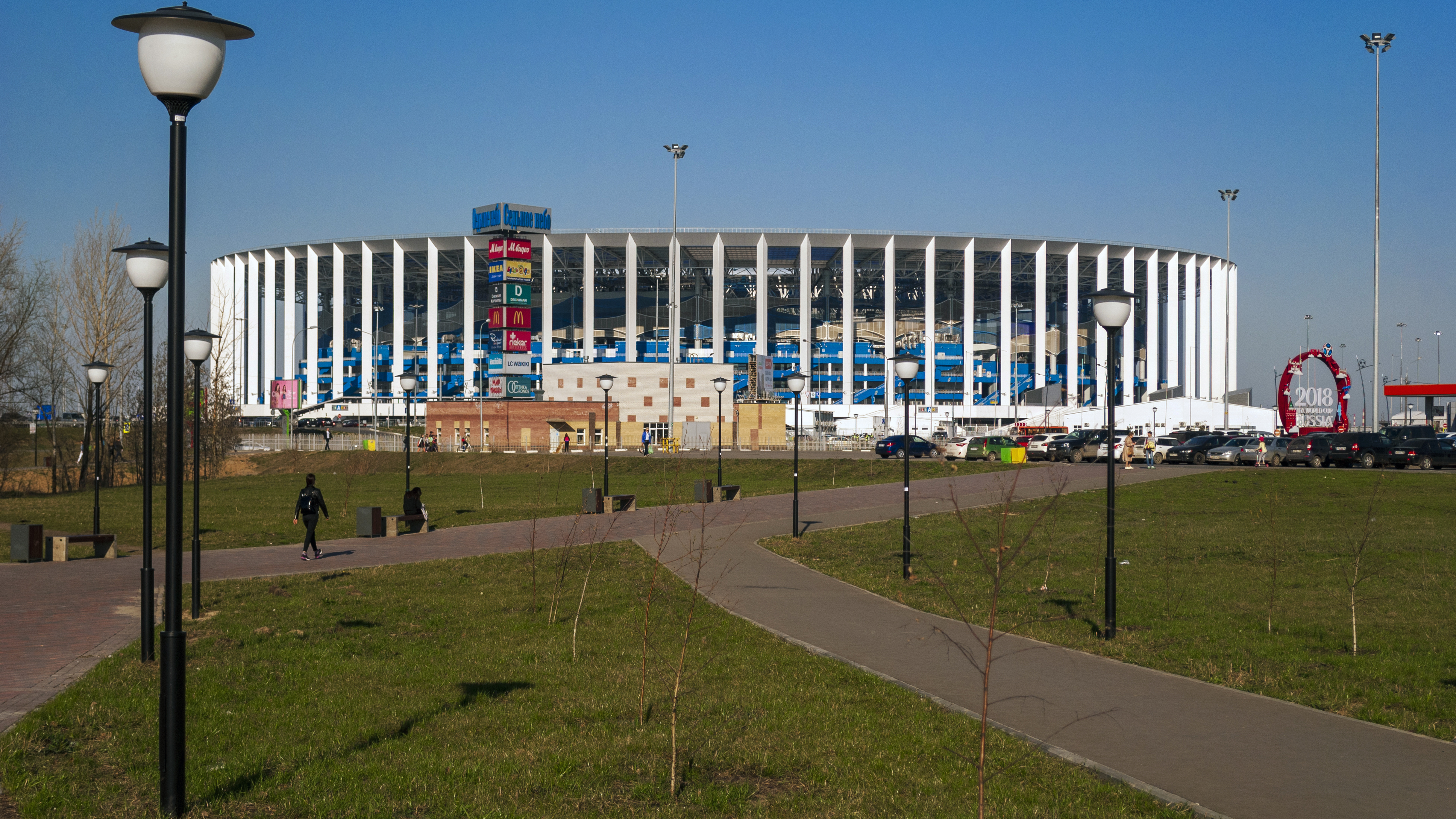
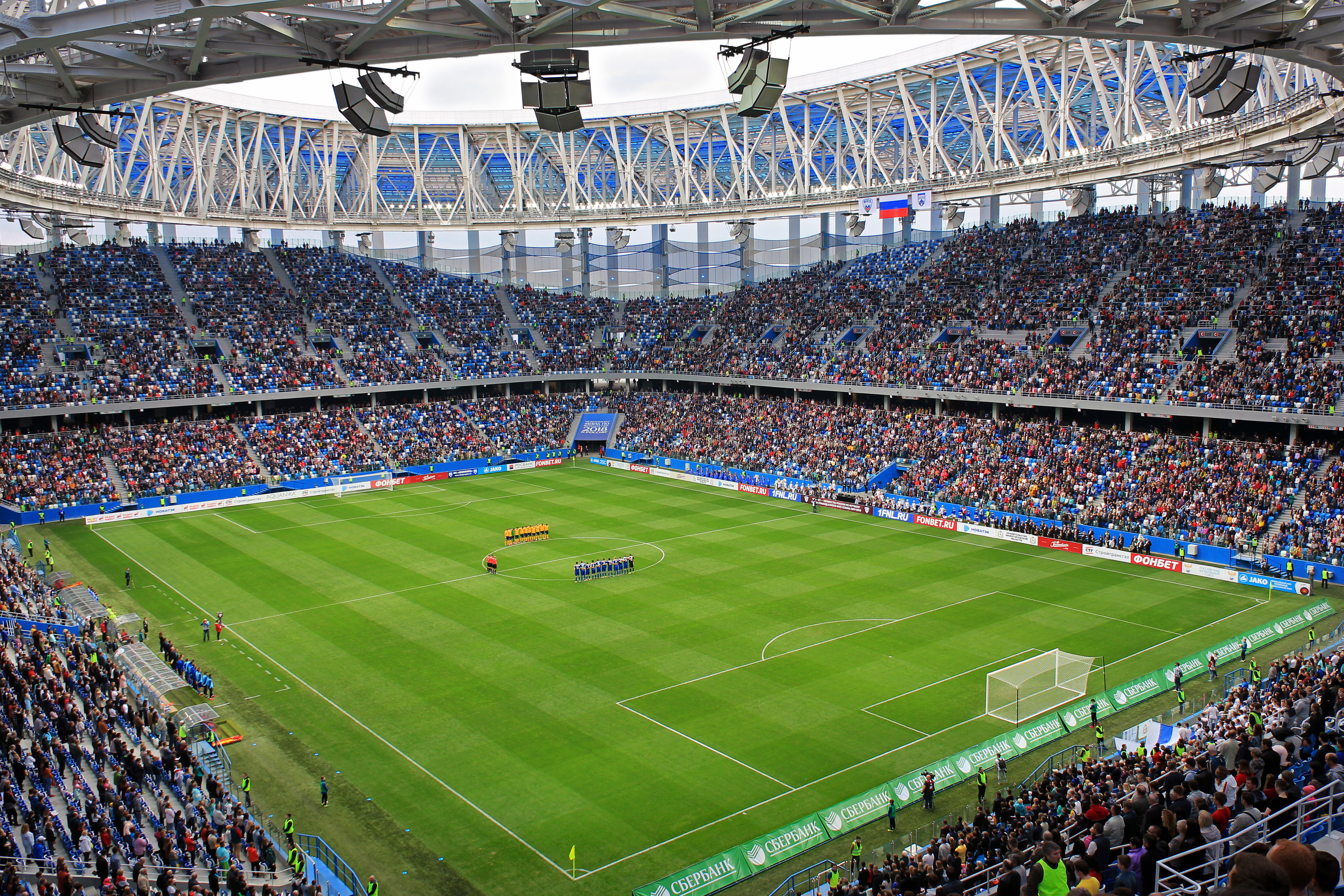

## 2018 FIFAワールドカップ
| 開催日  | 時間(UTC+3) | チーム#1     | 結果                  | チーム#2   | ラウンド   | 観衆   |
| ------- | ----------- | ------------ | --------------------- | ---------- | ---------- | ------ |
| 6月18日 | 15:00       | スウェーデン | 1–0                   | 韓国       | Group F    | 42,300 |
| 6月21日 | 20:00       | アルゼンチン | 0–3                   | クロアチア | Group D    | 43,319 |
| 6月24日 | 15:00       | イングランド | 6–1                   | パナマ     | Group G    | 43,319 |
| 6月27日 | 21:00       | スイス       | 2–2                   | コスタリカ | Group E    | 43,319 |
| 7月1日  | 21:00       | クロアチア   | 1–1 (延長) (3–2 PK戦) | デンマーク | ラウンド16 | 40,851 |
| 7月6日  | 17:00       | ウルグアイ   | 0–2                   | フランス   | 準々決勝   | 43,319 |